# روستنبرغ
 روستنبورغ  (بالإنجليزية: Rustenburg)‏ ، أنشأت عام 1851 و تتميز بأحتوائها على مزارع الحمضيات ، التبغ ، الفول السوداني ، زهرة الشمس ، القمح ، الحبوب ، الذرة و كذلك مزارع البقر . يذكر أن هذه المدينة أستضافة مباريات كأس القارات 2009 وكأس العالم 2010 .
تقع مدينة روستنبورغ في المقاطعة الشمالية الغربية عند سفح جبال ماجالسبيرج والتي يصل ارتفاع أعلى نقطة فيها إلى 1,852 متر فوق سطح البحر. ويبلغ عدد سكان المدينة حوالي 395.761 نسمة. ويطلق علي روستنبورج عاصمة البلاتين في العالم حيث تحتوي علي أكبر مناجم البلاتين. وستستضيف روستنبورج 3 مباريات من مباريات دور المجموعات بواقع مباراتين للمجموعة الأولي وواحدة للمجموعة الثانية بالإضافة الي مباراة تحديد المركزين الثالث والرابع علي ملعب بافوكنج الملكي. وتم تجديد ملعب بافوكنج الملكي من اجل بطولتي كأس القارات 2009 وكأس العالم 2010 حيث كانت سعته الأصلية 38 ألف متفرج، وتم توسيعه ليتسع 42 ألف متفرج.

## المناخ
يظهر الجدول التالي التغييرات المناخية على مدار السنة لروستنبرغ:
| البيانات المناخية لـروستنبرغ          | البيانات المناخية لـروستنبرغ | البيانات المناخية لـروستنبرغ | البيانات المناخية لـروستنبرغ | البيانات المناخية لـروستنبرغ | البيانات المناخية لـروستنبرغ | البيانات المناخية لـروستنبرغ | البيانات المناخية لـروستنبرغ | البيانات المناخية لـروستنبرغ | البيانات المناخية لـروستنبرغ | البيانات المناخية لـروستنبرغ | البيانات المناخية لـروستنبرغ | البيانات المناخية لـروستنبرغ | البيانات المناخية لـروستنبرغ |
| الشهر                                 | يناير                        | فبراير                       | مارس                         | أبريل                        | مايو                         | يونيو                        | يوليو                        | أغسطس                        | سبتمبر                       | أكتوبر                       | نوفمبر                       | ديسمبر                       | المعدل السنوي                |
| ------------------------------------- | ---------------------------- | ---------------------------- | ---------------------------- | ---------------------------- | ---------------------------- | ---------------------------- | ---------------------------- | ---------------------------- | ---------------------------- | ---------------------------- | ---------------------------- | ---------------------------- | ---------------------------- |
| متوسط درجة الحرارة الكبرى °م (°ف)     | 30.3 (86.5)                  | 29.4 (84.9)                  | 28.3 (82.9)                  | 25.5 (77.9)                  | 21.6 (70.9)                  | 20.4 (68.7)                  | 20.9 (69.6)                  | 23.7 (74.7)                  | 27.3 (81.1)                  | 28.7 (83.7)                  | 29.4 (84.9)                  | 30.1 (86.2)                  | 26.5 (79.7)                  |
| المتوسط اليومي °م (°ف)                | 23.8 (74.8)                  | 23.1 (73.6)                  | 21.7 (71.1)                  | 18.3 (64.9)                  | 14.9 (58.8)                  | 11.8 (53.2)                  | 11.8 (53.2)                  | 14.4 (57.9)                  | 18.5 (65.3)                  | 20.8 (69.4)                  | 22.1 (71.8)                  | 23.1 (73.6)                  | 18.7 (65.7)                  |
| متوسط درجة الحرارة الصغرى °م (°ف)     | 17.1 (62.8)                  | 16.8 (62.2)                  | 15.0 (59.0)                  | 11.2 (52.2)                  | 6.5 (43.7)                   | 3.2 (37.8)                   | 2.8 (37.0)                   | 5.1 (41.2)                   | 9.6 (49.3)                   | 12.9 (55.2)                  | 14.9 (58.8)                  | 16.1 (61.0)                  | 10.9 (51.6)                  |
| الهطول مم (إنش)                       | 117 (4.6)                    | 100 (3.9)                    | 95 (3.7)                     | 37 (1.5)                     | 18 (0.7)                     | 9 (0.4)                      | 7 (0.3)                      | 8 (0.3)                      | 18 (0.7)                     | 55 (2.2)                     | 86 (3.4)                     | 113 (4.4)                    | 663 (26.1)                   |
| المصدر: Rustenburg Local Municipality |                              |                              |                              |                              |                              |                              |                              |                              |                              |                              |                              |                              |                              |

## أعلام
- براندون ستون
- داني فيسر
- جون بوتا
- بيك بوتا
- مارتن درير